# Ranunculus complicatus
Ranunculus complicatus är en ranunkelväxtart som beskrevs av Pál Kitaibel. Ranunculus complicatus ingår i släktet ranunkler, och familjen ranunkelväxter. Inga underarter finns listade i Catalogue of Life.